# Anneke Spies
Pour les articles homonymes, voir Spies.
Anneke Spies, née le 28 juin 1993, est une haltérophile sud-africaine.

## Carrière
Anneke Spies participe à ses premières compétitions internationales en 2021, et remporte la médaille de bronze à l'arraché dans la catégorie des moins de 75 kg aux championnats d'Afrique 2021 à Nairobi.
Aux Jeux du Commonwealth de 2022 à Gold Coast, elle est la seule femme alignée dans l'équipe sud-africaine d'haltérophilie ; elle termine quatrième dans la catégorie des moins de 59 kg.
En 2023, Anneke Spies obtient la médaille de bronze dans la catégorie des moins de 59 kg aux championnats du Commonwealth à Delhi.
Elle est triple médaillée de bronze dans la catégorie des moins de 59 kg aux championnats d'Afrique 2024 à Ismaïlia puis triple médaillée d'argent dans la même catégorie aux Jeux africains de 2023 à Accra.